# Kiền trùy

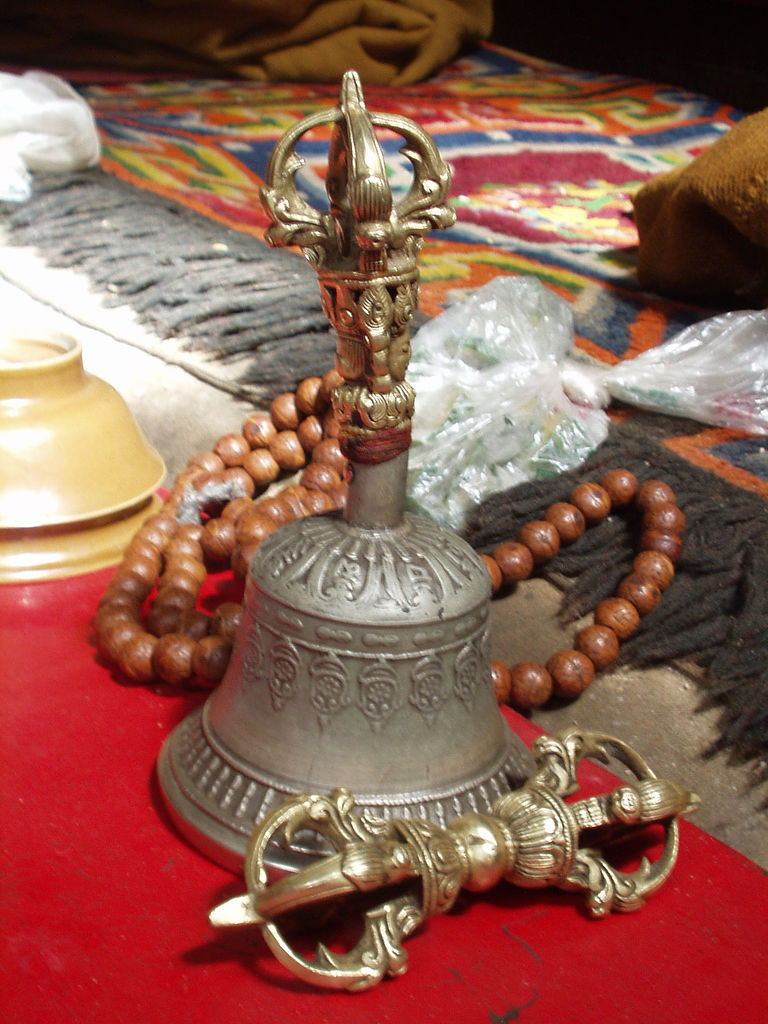
Tràng hạt, kiền trùy và kim cương chử

Kiền trùy (tiếng Phạn: ghaṇṭā) là cái chuông nhỏ và là nhạc cụ quan trọng không thể thiếu trong nghi lễ Phật giáo Tantra. Tiếng chuông được cho là mang lại điềm lành, xua đuổi tà ma khỏi nơi đang cử hành nghi lễ. Trong các nghi lễ Phật giáo, kiền trùy được dùng cùng cặp với kim cương chử, trong đó kiền trùy là biểu tượng của Trí huệ - yếu tố Nữ, Kim cương chử (vajra) tượng trưng cho Từ bi - yếu tố Nam (có học giả cho rằng kiền trùy là biểu tượng của sinh thực khí nữ còn kim cương chử (vajra) tượng trưng cho sinh thực khí nam). Để đạt được giác ngộ, hai yếu tố này phải được kết hợp với nhau. Kiền trùy được hình dung như thân của Phật, kim cương chử như tâm của Phật, còn tiếng chuông như lời Phật đang giảng pháp. Âm thanh ngắn, ngắt đoạn của tiếng chuông còn có nghĩa nói lên rằng, mọi vật đều là phù du, chóng qua.
Kiền trùy có thể có độ cao từ 3 đến 20 lần chiều rộng ngón tay. Đáy kiền trùy hình tròn, gắn phía trên là hình khuôn mặt Bồ Tát Bát-nhã-ba-la-mật-đa (Prajnaparamita). Trên nữa là một hình hoa sen, một đĩa Mặt Trăng và trên cùng là một hình kim cương chử(vajra). Trong tiếng Phạn, kiền trùy có gắn hình kim cương chử tại cán chuông được gọi là vajraghanta (chuông kim cương). Lòng chuông tượng trưng cho Trí huệ đang trực nhận tính không. Hạt chuông tượng trưng cho âm thanh của tính không. Tám cánh hoa sen là bốn người mẹ và bốn vị bồ tát.  Tận cùng của kiền trùy có thể là hình một thiền trượng, hoặc là hình một stupa nhỏ hoặc là viên ngọc ba mặt (cintamani)
Chuông thường không xuất hiện như những tùy khí hoặc biểu tượng của chư Phật hoặc của những vị thần chính. Tuy nhiên, nếu một vị thần (Sarasvati) đang cầm chuông thì có nghĩa đây là vị thần của âm nhạc và học vấn. Các kiền trùy Phật giáo được các phái Mật tông của tây Tạng, Nepal và Nhật Bản dùng trong các cuộc lễ.
Trong các cuộc hành lễ Phật giáo Tantra, vị Lạt-ma cầm một kim cương chử trên tay phải còn tay trái cầm chuông. Vị Lạt-ma sẽ hợp nhất chúng bằng cách gác chéo hai cánh tay trên ngực biểu thị tâm hồn giác ngộ, đó là sự hợp nhất của trí huệ (nữ) và từ bi (nam).
Theo từ điển Hán-Việt Thiều Chửu, kiền trùy (犍椎) còn là tên gọi chung cho các thứ như chuông, khánh, mõ, mộc bản đánh làm hiệu ở trong chùa.
Có bảy loại chuông được biết, nó tùy thuộc vào hình dáng tay cầm:
- Tay cầm hình thiền trượng một mũi nhọn, loại ba mũi nhọn, bốn mũi nhọn, năm mũi nhọn và chín mũi nhọn.
- Tay cầm bằng một viên ngọc ba mặt.
- Tay cầm bằng một stupa nhỏ.